# Przestrzeń unitarna
Przestrzeń unitarna (prehilbertowska) – przestrzeń liniowa (wektorowa), w której zdefiniowano dodatkowo iloczyn skalarny. Iloczyn skalarny jest tu uogólnieniem iloczynu skalarnego zdefiniowanego dla przestrzeni rzeczywistych.
Przestrzenie unitarne można traktować jako naturalne odpowiedniki przestrzeni euklidesowych, w których możliwe jest zdefiniowanie wielkości geometrycznych (bądź ich uogólnienie), takich jak:
- norma wektora (czyli długość wektora),
- metryka (odległość wektorów przestrzeni),
- kąt między wektorami, ortogonalność wektorów,
- długości krzywych, pola powierzchni, objętości brył
- itd.

Przestrzenie unitarne, które są ponadto zupełne ze względu na metrykę generowaną przez normę (zależną od iloczynu skalarnego) nazywa się przestrzeniami Hilberta. Przestrzenie te są studiowane w analizie funkcjonalnej. W związku z tym dowolne przestrzenie unitarne – niekoniecznie zupełne – nazywane są czasem prehilbertowskimi.

## Definicja iloczynu skalarnego
Niech:
(1) {\displaystyle V} jest przestrzenią liniową nad ciałem {\displaystyle \mathbb {K} } liczb rzeczywistych lub zespolonych ({\displaystyle \mathbb {K} =\mathbb {R} } lub {\displaystyle \mathbb {K} =\mathbb {C} }).
(2) {\displaystyle \langle \cdot |\cdot \rangle :V\times V\to \mathbb {K} } jest funkcjonałem na {\displaystyle V,} takim że dowolnym wektorom {\displaystyle \mathbf {x} ,\mathbf {y} \in V} przyporządkowuje liczbę {\displaystyle \langle \mathbf {x} |\mathbf {y} \rangle \in \mathbb {K} .}
Definicja:
Funkcję {\displaystyle \langle \cdot |\cdot \rangle :V\times V\to \mathbb {K} } nazywa się iloczynem skalarnym (iloczynem wewnętrznym), jeżeli dla dowolnych wektorów {\displaystyle \mathbf {x} ,\,\mathbf {y} } spełnia następujące warunki:
- warunek sprzężonej symetrii (symetria hermitowska[2])
{\displaystyle \langle \mathbf {x} |\,\mathbf {y} \rangle ={\overline {\langle \mathbf {y} |\,\mathbf {x} \rangle }},}

gdzie
{\displaystyle {\overline {\langle \mathbf {y} |\,\mathbf {x} \rangle }}} – sprzężenie zespolone liczby {\displaystyle \langle \mathbf {y} |\,\mathbf {x} \rangle ,}
- warunek liniowości ze względu na pierwszą zmienną (liniowość względem pierwszej zmiennej[2]), tj.
  1. {\displaystyle \langle \mathbf {x} +\mathbf {y} |\mathbf {z} \rangle =\langle \mathbf {x} |\mathbf {z} \rangle +\langle \mathbf {y} |\mathbf {z} \rangle }
  2. {\displaystyle \langle \alpha \,\mathbf {x} |\,\mathbf {y} \rangle =\alpha \,\langle \mathbf {x} |\mathbf {y} \rangle ,}

gdzie {\displaystyle \alpha } – dowolna liczba z ciała {\displaystyle \mathbb {K} ,}
- warunek niezdegenerowania, tj.

jeśli {\displaystyle \langle \mathbf {x} |\mathbf {x} \rangle =0,} to {\displaystyle \mathbf {x} =0,}
- warunek dodatniej określoności, tj.

{\displaystyle \langle \mathbf {x} |\mathbf {x} \rangle \geqslant 0.}
Iloczyn skalarny na przestrzeni unitarnej posiada także własność antyliniowości względem drugiej zmiennej.

## Definicja przestrzeni unitarnej
Przestrzenią unitarną nazywa się parę: przestrzeń liniową {\displaystyle V} wraz ze zdefiniowanym na niej iloczynem skalarnym {\displaystyle \langle \cdot |\cdot \rangle } wektorów.

## Własności
(1) Iloczyn skalarny wyżej zdefiniowany jest półtoraliniowy, tzn. liniowy ze względu na jeden i antyliniowy ze względu na drugi argument. Wybór, który z argumentów jest liniowy, a który antyliniowy jest całkowicie dowolny i stosuje się obie możliwości:
- matematycy zwykle przyjmują antyliniowość ze względu na drugi argument.
- fizycy zwykle przyjmują antyliniowość ze względu na pierwszy argument, co ułatwia stosowanie notacji Diraca w mechanice kwantowej (wyciąga się skalary z ketów, które reprezentują wektory; w konsekwencji trzeba sprzęgać w sposób zespolony skalary przy wyciąganiu z bra, które reprezentują funkcjonały liniowe); konwencję okazjonalnie stosują też matematycy.

(2) Iloczyn skalarny na przestrzeni rzeczywistej
Jeżeli iloczyn skalarny jest definiowany na przestrzeni rzeczywistej, to warunek sprzężonej symetrii sprowadza się do warunku zwykłej symetrii, gdyż sprzężenie zespolone liczby rzeczywistej jest równe jej samej. Wtedy iloczyn skalarny jest dwuliniowy. Dlatego iloczyn skalarny można wtedy definiować jako dodatnio określony funkcjonał dwuliniowy.
(3) Niezbędne jest ograniczenie ciała funkcjonału do {\displaystyle \mathbb {R} } oraz {\displaystyle \mathbb {C} ,} gdyż np.
- ciało musi zawierać uporządkowane podciało (aby warunek nieujemności miał sens), a zatem musi mieć charakterystykę równą zeru; wyklucza to ciała skończone
- ciała muszą mieć dodatkową strukturę, np. wyróżniony automorfizm

(4) Rozważa się także przestrzenie liniowe z funkcjonałami spełniającymi powyższe postulaty z pominięciem postulatu dodatniej określoności. Więcej na ten temat jest w dalszej części artykułu.
(5) Odwzorowanie z {\displaystyle V} w przestrzeń dualną {\displaystyle V^{*}} dane wzorem
{\displaystyle \mathbf {x} \mapsto \langle \mathbf {x} |\cdot \rangle }
jest izomorfizmem. Odwzorowanie to oznacza, że wektorowi {\displaystyle \mathbf {x} } przypisuje się funkcjonał, który działając na dowolny wektor, przypisuje mu wartość iloczynu skalarnego z wektorem {\displaystyle \mathbf {x} .} Izomorfizm oznacza, że przyporządkowanie to jest wzajemnie jednoznaczne.
Dowód: Bezpośrednio z liniowości ze względu na pierwszą zmienną wynika, że jest to homomorfizm przestrzeni liniowych. Łatwo sprawdza się, że odwzorowanie to jest również iniektywne:
{\displaystyle \langle \mathbf {x} |\mathbf {y} \rangle =0} dla każdego {\displaystyle \mathbf {y} \in V} wtedy i tylko wtedy, gdy {\displaystyle \mathbf {x} =0.}
W skończeniewymiarowych przestrzeniach liniowych warunek ten jest wystarczający do stwierdzenia, iż jest to izomorfizm.

## Konwencje oznaczeń
(1) Niektórzy autorzy stosują konwencję:
{\displaystyle \langle \cdot ,\cdot \rangle } oznacza liniowość ze względu na pierwszy argument,
{\displaystyle \langle \cdot |\cdot \rangle } oznacza liniowość ze względu na drugi argument,
– ale nie jest to regułą (np. Emch [1972] się do niej nie stosuje).
(2) Istnieją również inne symbole iloczynu skalarnego:
{\displaystyle \langle \mathbf {x} ,\mathbf {y} \rangle ,\;(\mathbf {x} ,\mathbf {y} ),\;(\mathbf {x} |\mathbf {y} )}
lub po prostu
{\displaystyle \mathbf {x} \cdot \mathbf {y} ,}
który jest oznaczeniem standardowego iloczynu skalarnego w przestrzeniach euklidesowych.

## Norma i metryka a iloczyn skalarny

### Norma generowana przez iloczyn skalarny
Definicja normy
Iloczyn skalarny pozwala określić normę wektora, czyli jego długość, jako pierwiastek z iloczynu skalarnego wektora z samym sobą
{\displaystyle \|\mathbf {x} \|={\sqrt {\langle \mathbf {x} |\mathbf {x} \rangle }}.}
Można sprawdzić, że powyższa definicja spełnia aksjomaty normy.
Mówimy, że iloczyn skalarny generuje normę. Z tego też względu każda przestrzeń unitarna jest także unormowana.
Tw. Tak otrzymana norma spełnia tożsamość równoległoboku:
{\displaystyle 2\|\mathbf {x} \|^{2}+2\|\mathbf {y} \|^{2}=\|\mathbf {x} +\mathbf {y} \|^{2}+\|\mathbf {x} -\mathbf {y} \|^{2}.}

### Metryka generowana przez normę
Funkcja określona dla dowolnych
{\displaystyle d(\mathbf {x} ,\mathbf {y} )=\|\mathbf {x} -\mathbf {y} \|}
jest metryką. Mówimy wtedy, że metryka jest generowana przez normę.
Kąt między wektorami
Korzystając z powyższej definicji normy, możemy zdefiniować kąt między wektorami {\displaystyle \mathbf {x} } oraz {\displaystyle \mathbf {y} } jako:
{\displaystyle \measuredangle (\mathbf {x} ,\mathbf {y} ):={\begin{cases}\arccos \left({\tfrac {\langle \mathbf {x} |\mathbf {y} \rangle }{\|\mathbf {x} \|\cdot \|\mathbf {y} \|}}\right)&{\text{dla }}\mathbf {x} \neq \mathbf {0} \land \mathbf {y} \neq \mathbf {0} ,\\0&{\text{dla }}\mathbf {x} =\mathbf {0} \ \lor \mathbf {y} =\mathbf {0} .\end{cases}}}

### Iloczyn skalarny generowany przez normę
W każdej przestrzeni unormowanej, w której norma spełnia tożsamość równoległoboku można wprowadzić iloczyn skalarny wzorem
{\displaystyle \mathbf {x} \cdot \mathbf {y} ={\frac {1}{2}}(\|\mathbf {x} +\mathbf {y} \|^{2}-\|\mathbf {x} \|^{2}-\|\mathbf {y} \|^{2}).}
Wzór ten jest słuszny tylko dla przestrzeni rzeczywistych.

## Przestrzeń współrzędnych zespolonych
W {\displaystyle n}-wymiarowej przestrzeni współrzędnych zespolonych wprowadza się strukturę przestrzeni unitarnej.
(1) Iloczyn skalarny dany jest wzorem
{\displaystyle \langle \mathbf {x} |\mathbf {y} \rangle =\sum _{i=1}^{n}x_{i}{\overline {y_{i}}}=x_{1}{\overline {y_{1}}}+x_{2}{\overline {y_{2}}}+\ldots +x_{n}{\overline {y_{n}}},}
gdzie {\displaystyle {\overline {\mathrm {y} }}} oznacza sprzężenie zespolone liczby {\displaystyle \mathrm {y} .}
(2) Norma wyznaczona przez ten iloczyn zdefiniowana jest naturalnie jako
{\displaystyle \|\mathbf {x} \|={\sqrt {\langle \mathbf {x} |\mathbf {x} \rangle }}.}
(3) Metryka (odległość punktów w przestrzeni) ma także naturalną postać
{\displaystyle d_{e}(\mathrm {x} ,\mathrm {y} )=\|\mathrm {x} -\mathrm {y} \|={\sqrt {\sum _{i=1}^{n}(x_{i}-y_{i})({\overline {x_{i}}}-{\overline {y_{i}}})}}.}
Ze względu na algebraiczną domkniętość ciała {\displaystyle \mathbb {C} } pewne aspekty teorii takich przestrzeni okazują się prostsze i bardziej spójne niż dla przestrzeni euklidesowych.

## Przykłady przestrzeni unitarnych
(1) W przestrzeni liczb rzeczywistych {\displaystyle \mathbb {R} } iloczyn skalarny definiuje się wzorem
{\displaystyle \langle x|y\rangle =x\,y.}
Przestrzeń {\displaystyle \mathbb {R} } jest trywialną (najprostszą) przestrzenią unitarną.
(2) W przestrzeni euklidesowej {\displaystyle \mathbb {R} ^{n}} dla {\displaystyle \mathbf {x} =(x_{1},\dots ,x_{n})} oraz {\displaystyle \mathbf {y} =(y_{1},\dots ,y_{n})} iloczyn skalarny definiuje się wzorem
{\displaystyle \langle \mathbf {x} |\mathbf {y} \rangle =x_{1}y_{1}+\ldots +x_{n}y_{n}.}
Przestrzeń {\displaystyle \mathbb {R} ^{n}} z iloczynem skalarnym jest przestrzenią unitarną.
(3) W przestrzeni funkcji rzeczywistych zmiennej rzeczywistej, całkowalnych z kwadratem na pewnym przedziale {\displaystyle I} iloczyn skalarny danym jest wzorem
{\displaystyle \langle f|g\rangle =\int \limits _{I}f(x)g(x)dx.}
Przestrzeń funkcji z iloczynem skalarnym jest przestrzenią unitarną.
(4) W przestrzeni funkcji zespolonych zmiennej rzeczywistej, całkowalnych z kwadratem na pewnym przedziale {\displaystyle I} iloczyn skalarny danym jest wzorem
{\displaystyle \langle f|g\rangle =\int \limits _{I}f^{*}(x)g(x)dx.}
gdzie {\displaystyle f^{*}(x)} – sprzężenie zespolone liczby {\displaystyle f(x).}

## Nierówność Schwarza
Dla dowolnych wektorów {\displaystyle \mathbf {x} } i {\displaystyle \mathbf {y} } spełniona jest nierówność
{\displaystyle |\langle \mathbf {x} |\mathbf {y} \rangle |^{2}\leqslant \langle \mathbf {x} |\mathbf {x} \rangle \langle \mathbf {y} |\mathbf {y} \rangle .}
Równość zachodzi wtedy i tylko wtedy, gdy {\displaystyle \mathbf {x} } i {\displaystyle \mathbf {y} } są liniowo zależne.

## Ortogonalność wektorów
(1) Definicja: Wektory {\displaystyle x} i {\displaystyle y} nazywamy ortogonalnymi, gdy zeruje się ich iloczyn skalarny, tj.
{\displaystyle \langle \mathbf {x} |\mathbf {y} \rangle =0.}
(2) Jeżeli wektory {\displaystyle x} i {\displaystyle y} są ortogonalne, to oznacza się to symbolem {\displaystyle x\perp y.}
(3) Ortogonalność jest uogólnieniem geometrycznego pojęcia prostopadłości w przestrzeniach kartezjańskich.
(4) cosinus kąta zawartego między dwoma wektorami ortogonalnymi jest równy zero.
(5) Jeżeli układ niezerowych wektorów {\displaystyle \mathbf {u} _{1},\dots ,\mathbf {u} _{k}\in V} spełnia warunek {\displaystyle \langle \mathbf {u} _{i}|\mathbf {u} _{j}\rangle =0} dla {\displaystyle i,j=1,\dots ,k\;i\neq j,} to nazywamy go układem ortogonalnym.
(6) Tw. Każdy układ ortogonalny jest liniowo niezależny.
(7) Jeżeli układ ortogonalny jest bazą przestrzeni {\displaystyle V,} wtedy mówimy o bazie ortogonalnej.
(8) Tw. Z każdej bazy przestrzeni unitarnej można otrzymać bazę ortogonalną.
Proces tworzenia bazy ortogonalnej z dowolnej bazy nazywa się ortogonalizacją. Najczęściej stosowana jest metoda ortogonalizacji Grama-Schmidta.

## Zdegenerowane iloczyny skalarne
Jeżeli {\displaystyle V} jest przestrzenią liniową, a {\displaystyle \langle \cdot ,\cdot \rangle } półokreślonym funkcjonałem półtoraliniowym, to funkcja
{\displaystyle \|\mathbf {x} \|\ =\langle \mathbf {x} ,\mathbf {x} \rangle ^{\tfrac {1}{2}}}
spełnia wszystkie własności normy poza warunkiem
{\displaystyle \|\mathbf {x} \|\ =0\implies \mathbf {x} =\mathbf {0} .}
Takie funkcjonały nazywane są półnormami.
Przestrzeń unitarna może być określona przez rozważenie ilorazu {\displaystyle W=V/\{\mathbf {x} \colon \|\mathbf {x} \|=0\}.} Funkcjonał półtoraliniowy {\displaystyle \langle \cdot ,\cdot \rangle } faktoryzuje się przez {\displaystyle W.}
Ta konstrukcja znalazła zastosowanie w wielu miejscach. Konstrukcja Gelfanda-Najmarka-Segala jest szczególnie ważnym przykładem tej techniki, inną jest reprezentacja półokreślonych jąder na dowolnych zbiorach.

## Motywacja. Formy hermitowskie
W rozdziale tym uzasadnimy, dlaczego definicja iloczynu skalarnego dla przestrzeni liniowych zespolonych jest inna niż dla przestrzeni rzeczywistych.
Mianowicie: ważne w zastosowaniach operatory liniowe określone nad ciałem liczb zespolonych tworzą przestrzeń liniową. Aby z przestrzeni tej uczynić przestrzeń o subtelniejszej strukturze (tj. przestrzeń unitarną, unormowaną, metryczną), nie można postąpić tak jak w przestrzeniach liniowych nad ciałem liczb rzeczywistych, tj. definiować iloczyn skalarny w postaci formy dwuliniowej {\displaystyle B(\mathbf {x} ,\mathbf {y} ),} gdyż odpowiadająca jej forma kwadratowa {\displaystyle \|\mathbf {x} \|^{2}=B(\mathbf {x} ,\mathbf {x} )} miałyby własność
{\displaystyle \|i\mathbf {x} \|^{2}=B(i\mathbf {x} ,i\mathbf {x} )=i^{2}B(\mathbf {x} ,\mathbf {x} )=-\|\mathbf {x} \|^{2}}
– jeden z wektorów {\displaystyle \mathbf {x} } lub {\displaystyle \mathbf {y} =i\mathbf {x} } miałby długość ujemną. Dlatego wprowadzono definicję funkcjonału półtoraliniowego {\displaystyle \varphi ,} który jest liniowy ze względu na jedną ze współrzędnych, ale antyliniowy ze względu na drugą, tzn. przykładowo:
{\displaystyle \varphi (\cdot ,\mathbf {y} )} jest liniowe dla dowolnego {\displaystyle \mathbf {y} \in V,}
{\displaystyle \varphi (\mathbf {x} ,\cdot )} jest antyliniowe dla dowolnego {\displaystyle \mathbf {x} \in V.}
Formę półtoraliniową {\displaystyle h} nazywa się hermitowską, jeśli dla dowolnych {\displaystyle \mathbf {x} ,\mathbf {y} \in V} spełnia ona równość
{\displaystyle h(\mathbf {y} ,\mathbf {x} )={\overline {h(\mathbf {x} ,\mathbf {y} )}}.}